# Georges Vuilleumier
Georges Vuilleumier (Tramelan, 21 de setembro de 1944 - 29 de julho de 1988) foi um futebolista suíço que atuava como atacante.

## Carreira
Georges Vuilleumier fez parte do elenco da Seleção Suíça na Copa do Mundo de 1966.